# Площадский
Площадский — поселок в Одоевском районе Тульской области в составе сельского поселения Южно-Одоевское.

## География
Находится в юго-западной части Тульской области на расстоянии приблизительно 6 км по прямой на юг-юго-запад по прямой от города Одоев, административного центра района.

## История
В конце 1930-х годов поселок был отмечен как совхоз «Стрелецкая Слобода».

## Население
Постоянное население составляло 31 человек (русские 97 %) в 2002 году, 25 в 2010.